# Vicente Ortiz de Foronda
Vicente Ortiz de Foronda y Aguilar (Lima, 1689 - 29 de noviembre de 1729) fue un sacerdote criollo, de origen extremeño, que ejerció altos cargos académicos en el Virreinato del Perú. Fue Rector de la Universidad de San Marcos.

## Biografía
Sus padres fueron el pacense Juan Ortiz de Foronda, y la limeña Isabel de Aguilar y Rivas. Inició sus estudios en el Real Colegio de San Martín (1704), luego pasó al Seminario de Santo Toribio, hasta hacer su profesión religiosa, obteniendo el grado de Doctor en Teología en la Universidad de San Marcos. 
Incorporado al Cabildo metropolitano como canónigo (1717), pronunció en la Catedral un celebrado sermón de acción de gracias por la llegada del virrey-arzobispo Diego Morcillo Rubio de Auñón (1720) y sería luego promovido a la dignidad de tesorero (1728). Por elección del claustro sanmarquino, se desempeñó como rector de la Universidad (1726), falleciendo en el ejercicio de sus funciones, pero dejó asegurada la dotación económica de dos cátedras creadas para los mercedarios: la de Prima de Santo Tomás y la de Prima del Eximio Suárez.
| Predecesor: José Bermúdez de la Torre y Solier | Rector de la Universidad de San Marcos 1726 - 1729 | Sucesor: Ignacio Blasco y Moneva |